# 圣日耳曼迪贝莱尔
圣日耳曼迪贝莱尔（法語：Saint-Germain-du-Bel-Air，法語發音：[sɛ̃ ʒɛʁmɛ̃ dy bɛl ɛʁ]）是法国洛特省的一个市镇，属于古尔东区。该市镇总面积21.47平方公里，2009年时的人口为518人。

## 人口
圣日耳曼迪贝莱尔人口变化图示